# Exército Mong Tai

Bandeira do grupo

Exército Mong Tai (birmanês:  မိုင်းတိုင်းတပ်မတော်; às vezes transcrito Exército Muang Tai), foi um grupo insurgente composto por soldados da minoria shan em Mianmar, fundado em 1985 por Khun Sa. Possuiu até 30.000 homens armados no seu auge e foi uma das maiores forças a opor-se ao governo de Mianmar à sua época. Também esteve envolvido no tráfico de drogas no sudeste da Ásia.
O Exército Mong Tai tinha sua sede em Ho Mong (Homein), distrito de Langkho, uma aldeia perto da fronteira da província de Mae Hong Son.